# Илиян Пенев
Илиян Миланов Пенев е български актьор. Занимава се предимно с озвучаване на филми и сериали. По-известни заглавия с негово участие са „Саманта“, „Само за снимка“, „Наричана още“, „Двама мъже и половина“, „Самотно дърво на хълма“, „Спаси ме“, „Добрата съпруга“, „Магнум“, „Слуга на народа“, „Мащехата“ и други.

## Образование
Роден е на 5 август 1971 г.
Завършва НАТФИЗ „Кръстьо Сарафов“ в класа на професор Крикор Азарян.

## Кариера в театъра
Участвал е в постановки на Малък градски театър „Зад канала“ и Народен театър „Иван Вазов“. През 2000 г. играе в „Разбойници“ под режисурата на Бина Харалампиева.

## Кариера на озвучаващ актьор
Пенев започва кариерата си в дублажа през 1996 г. Първият сериал с негово участие е „Санта Барбара“, в който е включен като заместващ актьор, а първият му самостоятелен е „Привилегированият клас“, като и двата са за Нова телевизия.
През 2022 г. получава номинация за наградата „Икар“ в категорията „Най-добър дублаж“ за ролята на Пучини в „Пучини“, заедно с Георги Георгиев-Гого за Луцифер в „Луцифер“ и Симеон Владов за всички роли на Еди Мърфи в „Смахнатият професор“.
През 2023 г. печели наградата за ролята си на Василий Голобородко (Володимир Зеленски) в „Слуга на народа“. Номиниран е заедно с Мартин Герасков за Лайънъл Есрог в „Тъмната страна на Бруклин“ и Александър Митрев за Руфъс в „Безкрайност“.

## Филмография
- Неродена мома (1994) - Петър

## Личен живот
Женен е за актрисата Таня Димитрова, с която имат един син.